# Регад (Коррез)
Рега́д (фр. Reygade, окс. Raigadas) — коммуна во Франции, находится в регионе Лимузен. Департамент — Коррез. Входит в состав кантона Меркёр. Округ коммуны — Тюль.
Код INSEE коммуны — 19171.
Коммуна расположена приблизительно в 430 км к югу от Парижа, в 110 км юго-восточнее Лиможа, в 31 км к югу от Тюля.

## Население
Население коммуны на 2008 год составляло 188 человек.
| 1962 | 1968 | 1975 | 1982 | 1990 | 1999 | 2008 |
| ---- | ---- | ---- | ---- | ---- | ---- | ---- |
| 192  | 226  | 210  | 202  | 172  | 161  | 188  |

## Экономика

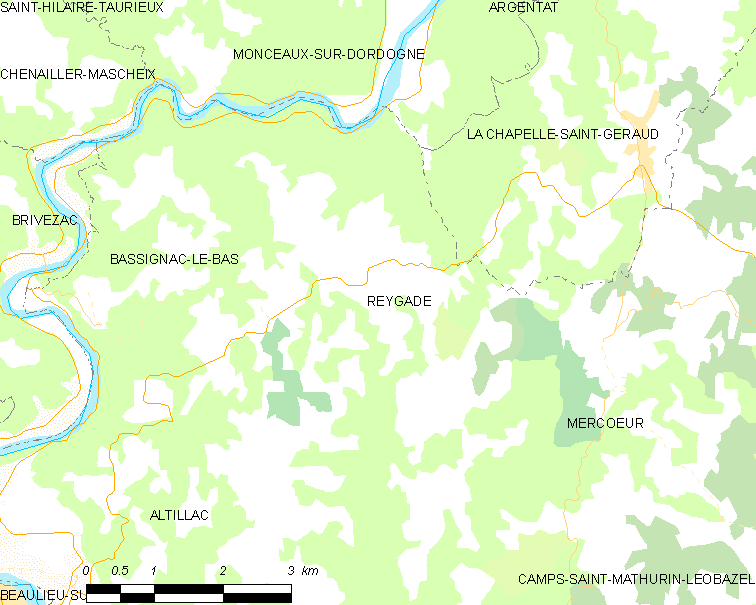
Карта коммуны

В 2007 году среди 116 человек в трудоспособном возрасте (15-64 лет) 79 были экономически активными, 37 — неактивными (показатель активности — 68,1 %, в 1999 году было 71,7 %). Из 79 активных работали 77 человек (46 мужчин и 31 женщина), безработных было 2 (0 мужчин и 2 женщины). Среди 37 неактивных 7 человек были учениками или студентами, 23 — пенсионерами, 7 были неактивными по другим причинам.